# Třída Whidbey Island
Třída Whidbey Island je třída výsadkových dokových lodí Námořnictva Spojených států amerických. V letech 1981–1992 bylo postaveno celkem osm jednotek této třídy – USS Whidbey Island (LSD-41), USS Germantown (LSD-42), USS Fort McHenry (LSD-43), USS Gunston Hall (LSD-44), USS Comstock (LSD-45), USS Tortuga (LSD-46), USS Rushmore (LSD-47) a USS Ashland (LSD-48). Navrženy jsou speciálně pro provoz čtyř výsadkových vznášedel LCAC, která mohou k pobřeží přepravit 60 tun nákladu rychlostí až 40 uzlů. Žádná jiná americká výsadková loď jich nenese více. Na třídu Whidbey Island ve stavbě úzce navázala mírně modifikovaná třída Harpers Ferry.

## Stavba
Jednotky LSD-41 až LSD-43 postavila loděnice Lockheed Shipbuilding v Seattlu ve státě Washington. Jednotky LSD-44 až LSD-48 postavila loděnice Avondale Shipyards v New Orleans.
Jednotky třídy Whidbey Island:
| Jméno                       | Spuštěna           | Vstup do služby    | Status                    |
| --------------------------- | ------------------ | ------------------ | ------------------------- |
| USS Whidbey Island (LSD-41) | 10. června 1983    | 7. února 1986      | vyřazen 22. července 2022 |
| USS Germantown (LSD-42)     | 29. června 1984    | 8. února 1986      | aktivní                   |
| USS Fort McHenry (LSD-43)   | 1. února 1986      | 8. srpna 1987      | vyřazen 27. března 2021   |
| USS Gunston Hall (LSD-44)   | 27. června 1987    | 22. dubna 1989     | aktivní                   |
| USS Comstock (LSD-45)       | 16. ledna 1988     | 3. února 1990      | aktivní                   |
| USS Tortuga (LSD-46)        | 15. září 1988      | 17. listopadu 1990 | aktivní                   |
| USS Rushmore (LSD-47)       | 6. května 1989     | 1. června 1991     | aktivní                   |
| USS Ashland (LSD-48)        | 11. listopadu 1989 | 9. května 1992     | aktivní                   |

## Konstrukce

Vyloďovací člun LCU opouští dok výsadkové lodě Comstock (LSD-45)

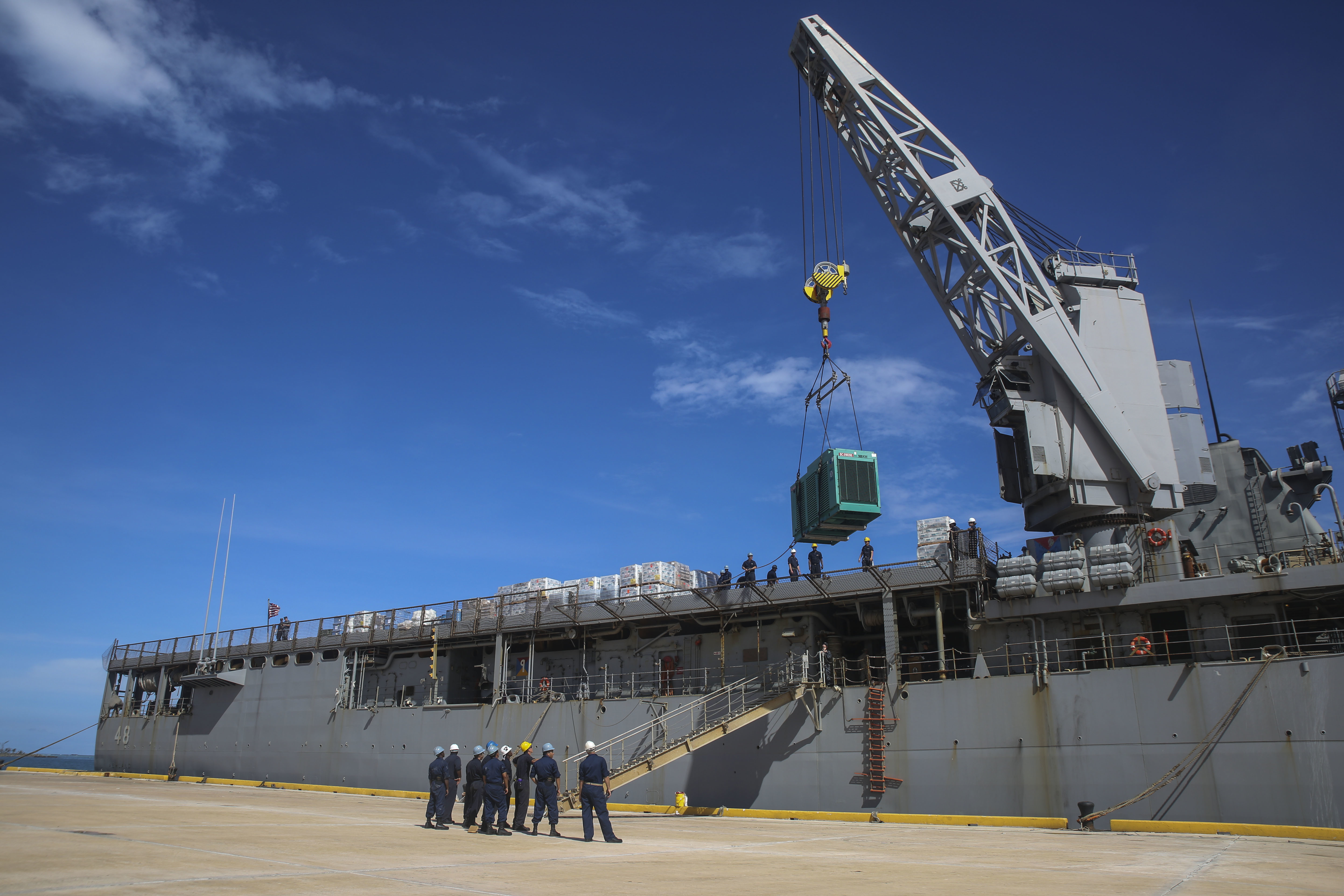
Jeřáb výsadkové lodě Ashland (LSD-48) vykládá náklad na ostrově Saipan

Posádka lodí čítá 413 mužů (z toho 22 důstojníků). Kromě toho lodě na palubě nesou také jednotku až 504 vojáků americké námořní pěchoty a dok o rozměrech 134 m × 15,2 m, do kterého se vejdou například čtyři výsadková vznášedla LCAC, tři výsadkové čluny LCU či 15 výsadkových člunů LCM 6. Jinou variantou je nesení 64 obojživelných obrněných transportérů Amphibious Assault Vehicle (AAV). Letová paluba je určena především pro operace dvojice těžkých transportních vrtulníků CH-53. V případě potřeby ale může hostit i palubní bitevní letouny Harrier II. Nenesou však hangár pro jejich uskladnění.
Původní výzbroj tvořily dva 20mm hlavňové systémy blízké obrany Phalanx, dva 25mm automatické kanóny Mk 38 Mod 0 a osm 12,7mm kulometů. V současnosti obrannou výzbroj tvoří dva 20mm systémy blízké obrany Phalanx, dva raketové systémy blízké obrany RIM-116 RAM, dva 25mm kanóny Mk 38 Mod 0 a šest 12,7mm kulometů M2HB.
Pohonný systém tvoří čtyři dieselové motory SEMT-Pielstick 16PC2.5 V400 o celkovém výkonu 27,5 MW. Lodní šrouby jsou dva. Nejvyšší rychlost je 22 uzlů.

## Nasazení
Kolem 5:00 místního času 10. dubna 2010 byla USS Ashland (LSD-48) v Adenském zálivu napadena piráty v lehkém člunu. Ashland palbu opětovala svým 25mm kanónem Mk 38 a následně zajala šest pirátů. Dne 29. listopadu 2010 byl jeden ze zajatých pirátů – osmatřicetiletý Somálec Jama Idle Ibrahim – v USA odsouzen ke třiceti letům vězení.